# فرهنگ جامع همه‌گیرشناسی
فرهنگ جامع همه‌گیرشناسی (اپیدمولوژی) کتابی از کیومرث ناصری است که در سال ۱۳۸۹ منتشر و در مراسم کتاب سال جمهوری اسلامی ایران به‌عنوان کتاب برگزیده معرفی شد.